# Maria Quitéria
Maria Quitéria de Jesus (Feira de Santana, 27 luglio 1792 – Salvador, 21 agosto 1853) è stata una militare brasiliana, eroina della guerra d'Indipendenza.
La Quitéria è considerata la prima donna ad essersi arruolata in una unità militare delle forze armate brasiliane. Le sue azioni sono ripetutamente confrontate a quelle dell'eroina francese Giovanna d'Arco.

## Biografia
Maria Quitéria è nata nel 1792 in una fattoria nei pressi di Feira de Santana, nell'odierno Stato di Bahia, figlia di un piccolo proprietario terriero della zona. Nel 1803 perse la madre. Cinque mesi dopo il padre vedovo sposò in seconde nozze Eugenia Maria dos Santos, che morì poco dopo. Maria non ricevette nessuna istruzione formale ma nella tenuta paterna imparò a cavalcare e ad utilizzare le armi da fuoco e da caccia - attività abituali nell'ambiente rurale del tempo, ma non comuni per una donna.
Nel luglio del 1822 la giovane Maria Quitéria era prossima al matrimonio. La provincia di Bahia parteggiava per il principe Pietro di Braganza nella guerra d'Indipendenza brasiliana e le autorità locali inviarono i propri emissari nel territorio da loro amministrato in cerca di armi o soldati: sebbene il padre di Maria fosse esente da qualsiasi obbligo perché vedovo e con figli piccoli (nessuno in età militare), Maria Quitéria decise di unirsi alle forze indipendentiste, anche senza il consenso paterno. Fuggita da casa, raggiunse l'abitazione della sua sorellastra dove si tagliò i capelli e vestì da uomo; così abbigliata, si recò presso il vicino villaggio di Cachoeira dove si arruolò come "soldato Medeiros" nel reggimento di artiglieria locale. Nonostante il padre riuscì a rintracciarla, svelando la sua appartenenza al genere femminile, Maria rimase nelle truppe volontarie, nel Battaglione Principe, per la sua abilità con le armi. Utilizzò l'uniforme maschile corredata di un gonnellino alla scozzese.
Dall'ottobre del 1822 al giugno del 1823, Maria Quitéria partecipò a diverse battaglie e imboscate contro i soldati portoghesi che resistevano nella provincia di Bahia. Fu promossa cadetto nel luglio del 1823 e, al termine dei combattimenti della sua provincia, fu ricevuta dall'imperatore Pietro a Rio de Janeiro, il 20 agosto del 1823. Ricevette allora una decorazione e la promozione a tenente.
Ritiratasi dall'esercito, Maria Quitéria tornò a Feira de Santana, riaccolta dal padre; contrasse matrimonio con l'agricoltore Gabriel Pereira de Brito, suo ex fidanzato, con il quale ebbe una figlia, Luisa Maria da Conceição. Nel 1835, rimasta vedova, tornò nella natia Feira de Santana, dove cercò di ottenere parte dell'eredità del padre, morto l'anno precedente. In seguito, si trasferì con la figlia a Salvador, in prossimità del luogo in cui morì a 61 anni, in anonimato e quasi cieca.
I suoi resti sono sepolti nella chiesa del Santissimo Sacramento e Sant'Anna madre nel quartiere di Nazareth di Salvador. Nel 1996 il governo brasiliano le ha conferito il titolo di patrona dei funzionari tabella supplementari dell'Esercito brasiliano .